# Csojbalszan járás
Csojbalszan járás (mongol nyelven: Чойбалсан сум) Mongólia Keleti tartományának egyik járása. Területe 10 100 km². Népessége kb. 3000 fő.
Székhelye, Hulsztaj (Хулстай) 55 km-re fekszik Csojbalszan tartományi székhelytől.